# Nessuna certezza
Nessuna certezza è una canzone dei Tiromancino pubblicato come terzo ed ultimo singolo estratto dall'album In continuo movimento del 2002.
Il brano figura la partecipazione della cantautrice Elisa e di Meg, ex cantante dei 99 Posse.

## Tracce
1. Nessuna certezza – 3:39

## Formazione
- Federico Zampaglione - voce, chitarra
- Elisa - voce
- Meg - voce
- Andrea Pesce - pianoforte, sintetizzatori, tastiere
- Luigi Pulcinelli - drum machine, sintetizzatore, campionatore, effetti sonori, arrangiamenti
- Piero Monterisi - batteria
- Emanuele Brignola - basso elettrico